# Velhos Bandidos
Velhos Bandidos é um futuro filme brasileiro de comédia dramática, dirigido por Cláudio Torres. No elenco principal figuram Fernanda Montenegro, Ary Fontoura, Vladimir Brichta, Bruna Marquezine e Lázaro Ramos, além das participações de Reginaldo Faria, Vera Fischer e Tony Tornado.

## Sinopse
O filme conta a história do casal de aposentados Marta (Fernanda Montenegro) e Rodolfo (Ary Fontoura), que planejam um enorme assalto a banco. Porém, para que o roubo seja perfeito, eles irão precisar de um casal de jovens assaltantes. Nancy e Sid, interpretados por Bruna Marquezine e Vladimir Brichta, respectivamente, serão os convocados e os grandes parceiros de crime. O maior problema do grupo será o investigador Oswaldo (Lázaro Ramos).

## Elenco
- Fernanda Montenegro ...Marta[3]
- Ary Fontoura ...Rodolfo[3]
- Vladimir Brichta ...Sid[3]
- Bruna Marquezine ...Nancy[3]
- Lázaro Ramos ...Investigador Oswaldo[3]
- Vera Fischer ...Criminosa[4]
- Reginaldo Faria[4]
- Tony Tornado[4]
- Teca Pereira[5]
- Hugo Bonemer[5]
- Mary Sheila [6]
- Guida Vianna[5]
- Hamilton Vaz Pereira[5]

## Produção
Os primeiros detalhes sobre o filme foram divulgados em setembro de 2024, em sessão de fotos que confirmara a presença de Fernanda Montenegro, Ary Fontoura, Vladimir Brichta, Bruna Marquezine e Lázaro Ramos no elenco. As gravações do longa iniciaram em 30 de setembro, na cidade do Rio de Janeiro.
Em 01 de outubro de 2024 foi confirmada no elenco a atriz Vera Fischer. Já em 19 de novembro de 2024 foram confirmados no elenco Reginaldo Faria e Tony Tornado.